# Afrospasta
Afrospasta is een geslacht van kevers uit de familie oliekevers (Meloidae).
Het geslacht is voor het eerst wetenschappelijk beschreven in 1995 door Bologna.

## Soorten
Het geslacht omvat de volgende soort:
- Afrospasta borana Bologna, 1995